# Будинок Лівонської дворянської корпорації
Будинок Лівонської шляхетної корпорації (латис. Vidzemes bruņniecības nams), також відомий як Будинок Сейму (латис. Saeimas nams), є резиденцією парламенту Латвії, Сейму. Він розташований у районі Старе Місто (латис. Vecpilsēta) у центрі Риги.

## Архітектура
Будівля була побудована для розміщення ландтагу Лівонської дворянської корпорації в губернаторстві Лівонія. Його спроєктували архітектори Роберт Пфлуг, балтійський німець, і Яніс Бауманіс, перший латвійський архітектор з академічною освітою в стилі неоренесансу з еклектичним завершенням. Будівництво почалося в 1863 році та було завершено в 1867 році прямо навпроти собору Святого Якова. У фасаді була ніша, у якій була статуя тевтонського ландмейстера Вольтера фон Плеттенберга роботи данського скульптора Давида Єнсена.

## Історія

#### У складі Російської імперії
У Російській імперії Лівонська губернія управлялася у співпраці з Лівонською дворянською корпорацією, дворянським станом, який був відданий імператору. Дворянська корпорація, також відома як «рицарство», виникла після розпаду Тевтонського ордену в Лівонії в 16 столітті та включала провідних представників балтійсько-німецької знаті, які становили правлячий клас у Латвії та Естонії до Першого Світова війна. Ландтаг ніколи не був демократичним органом.

#### Незалежність Латвії
Після того, як 18 листопада 1918 року Народна рада проголосила незалежність Латвії, будівля служила його домом, за винятком періоду 1919 року, коли Вселатвійський з'їзд робітничих радянських депутатів Латвійської Соціалістичної Радянської Республіки контролював Ригу. Після поразки соціалістичної республіки будівля стала резиденцією Конституційної асамблеї, обраної в 1920 році. 17 жовтня 1921 року будівлю знищила пожежа. Його відновили за проєктом архітектора Ейженса Лаубе. Реставрація включала нову статую скульптора Ріхарда Маурса Лачплесіса «вбивці ведмедів» з однойменного латвійського епосу, яка замінила статую фон Плеттенберга, яка була знищена під час пожежі. Під час реставрації будівлі головний актовий зал був модифікований відповідно до потреб Сейму нової Латвійської Республіки. Палата Сейму сьогодні все ще наближається до цього дизайну. Останнє засідання Конституційної асамблеї, яка написала Конституцію Латвії, відбулося у відновленій будівлі 3 листопада 1922 року.

#### Авторитарний режим
Будівля служила резиденцією Сейму до само перевороту прем'єр-міністра Карліса Улманіса в 1934 році. Улманіс прийняв титул президента в 1936 році, і безперервний розпуск Сейму служив цілям його авторитарного режиму.

#### Окупація
Під час Другої світової війни, після окупації Латвії, будівля була місцем розташування Верховної Ради Латвійської РСР під Радами та штаб-квартири СС і поліції для східних територій під нацистською Німеччиною. Після війни Латвія залишалася під радянською окупацією, і будівля майже півстоліття служила місцем розташування Верховної Ради. На початку 1980-х років один із внутрішніх дворів був замурований, щоб збільшити площу будівлі, ця частина будівлі тепер відома як кімната для голосування.

#### Відновлення незалежності
Після відновлення незалежності 4 травня 1990 року будівля стала домом для Верховної Ради Латвійської Республіки, яка функціонувала як тимчасовий парламент до повного відновлення Конституції з виборами наступного Сейму. З 1993 року він знову є домом для парламенту Латвії.